# 原田稔
原田稔（1941年11月8日—），是日本的宗教领袖，现任创价学会第6任会长，任期自2006年11月9日起。

## 生平
1941年11月8日（昭和16年）出生于东京都东京市（现东京都文京区）。
1953年（昭和28年）加入创价学会，师从池田大作（后任第3任会长兼名誉会长）。曾任创价学会学生部部长、青少年部部长、副会长、北海道代表、东京总干事等职务。
2001年，出任创价学会副会长。曾任第一总务部（创价学会名誉会长事务局）长，现担任秘书长，负责行政事务。他也曾担任新日会会长。
2006年11月9日，第5任会长秋谷英之介退休，他成为第6任会长。他还担任国际创价学会代理会长、创价大学首席顾问以及广宣流布报纸会议主席。